# Севен Лејкс (Северна Каролина)
Севен Лејкс (енгл. Seven Lakes) насељено је место без административног статуса у америчкој савезној држави Северна Каролина.

## Демографија
По попису из 2010. године број становника је 4.888, што је 1.674 (52,1%) становника више него 2000. године.
| Група             | 2000.         | 2010.         |
| Белци             | 3.038 (94,5%) | 4.549 (93,1%) |
| Афроамериканци    | 120 (3,7%)    | 148 (3,0%)    |
| Азијати           | 6 (0,2%)      | 36 (0,7%)     |
| Хиспаноамериканци | 26 (0,8%)     | 99 (2,0%)     |
| Укупно            | 3.214         | 4.888         |